# Louis de Cès-Caupenne
Pour les articles homonymes, voir Cès et Caupenne (homonymie).
Alfred, dit Louis de Cès-Caupenne est un homme politique français né le 28 janvier 1832 à Paris et décédé le 17 janvier 1892 à Caupenne (Landes).

## Présentation
Propriétaire, il est conseiller général et sénateur des Landes de 1887 à 1892, siégeant à gauche.
Il est élu à l’unanimité membre titulaire de la Société de Borda le 5 juillet 1877.

## Sources
1. ↑  « Séance du 4 août 1877 », Bulletin de la Société de Borda,‎ 1877, p. 343 (lire en ligne).

- « Louis de Cès-Caupenne », dans Adolphe Robert et Gaston Cougny, Dictionnaire des parlementaires français, Edgar Bourloton, 1889-1891 [détail de l’édition]
- « Louis de Cès-Caupenne », dans le Dictionnaire des parlementaires français (1889-1940), sous la direction de Jean Jolly, PUF, 1960 [détail de l’édition]